# Inštitut za azijske in afriške študije v Moskvi
Inštitut za azijske in afriške študije v Moskvi (rusko Институт стран Азии и Африки) je javna fakulteta, ki ponuja afriške ter azijske študije in deluje v sklopu Moskovske državne univerze; ustanovljena je bila leta 1956.